# Sophie Allen
Sophie Nicole Allen (ur. 21 marca 1992 w Lincoln) – brytyjska pływaczka, specjalizująca się głównie w stylu zmiennym oraz w klasycznym.
Wicemistrzyni Europy z Debreczynu (2012) na dystansie 200 m stylem zmiennym, a także brązowa medalistka mistrzostw Europy na krótkim basenie z Herning (2013) na tym samym dystansie.
Uczestniczka igrzysk olimpijskich w Londynie (2012) na 200 m stylem zmiennym (21. miejsce).